# Fat cat (linguistica)

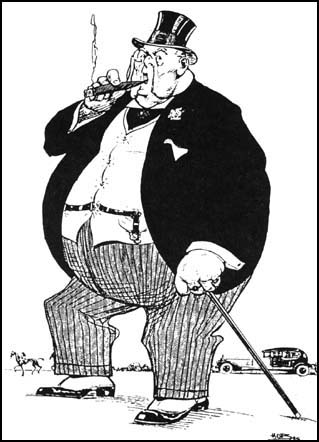
Caricatura di un fat cat

Fat cat (lett. Gatto grasso, detto anche angel e big money man) è un termine del linguaggio politico inglese che in origine indicava un ricco donatore che dona parte del suo patrimonio con lo scopo primario di ottenere fama e prestigio per il suo gesto, ma oggigiorno viene usato per indicare una persona ricca ed avara che, grazie al suo grosso patrimonio, "vive facilmente" sulle spalle degli altri. 
Nel Regno Unito, il termine è anche usato per riferirsi ai dirigenti il cui stipendio è considerato eccessivo.
Il New York Times ha descritto i fat cat come simbolo di "un sistema di finanziamento delle campagne elettorali pieno di scappatoie", con i cittadini statunitensi che li vedono come ricettacolo per i "giochi di potere" e capaci di "comprare l'accesso, influenzare la politica e persino porre dei veti".